# Манастир Забел
Не мешати са манастиром Забел на западу Бугарске
Манастир Забел или Благовештење је српски манастир изнад Старог Нагоричана, Северна Македонија.

## Историја
Једно је од најстаријих духовних православних светилишта у северном делу Северне Македоније. По народном предању подигао га је кнез Лазар.
Црква Пресвете Богородице у манастиру Забел изграђена је 1330. године. Као и већина православних светиња на простору Северне Македоније, у време отоманске владавине и ова црква је била потпуно срушена. Непосредно до манастира налази се гробље, где почивају земни остаци неколико некадашњих српских монаха који су се подвизавали у тој светињи.
Према легенди која препричавањем с колена на колено и данас живи у народу ових крајева, под рушевинама манастирске цркве остала су само три гроба у олтару. Неком сељаку који је живео недалеко од манастира, у сну је „казано“ да је у једном од гробова у олтару скривено богатство, којим треба обновити стари манастир. И, по сну, он је копао и, заиста пронашао скривено – злато. Потом је отишао код игумана манастира у Пресвете Богородице у селу Матејче, да затражи благослов и сагласност из Цариграда да дозволе да обнови светињу. И, би благослов, каже се у очуваној причи верника. Обнова је почела 1852. године. На темељима старе цркве, „величине 12 пута 7 аршина“, за четири године изграђен је нови храм. Неимари су поставили и олтар. Но, није се стигло да се заврши фреско-живопис и комплетно унутрашње уређење.
На петнаестак километара североисточно од Куманова, манастир се налази на тромеђи између села Никуљане, Старо Нагоричане и Челопек, где живи претежно српско становништво. Сама локација на којој је подигнута светиња, подсећа на гнездо. Скривен, забачен и заборављен сада. Али некада су у манастир долазили многи верници из ових крајева, често и са стране.
Некада су се ту укрштали многи путеви, па су у манастир  долазили многи верници и путници-намерници, најчешће из Србије, који су ноћевали у конацима. Са поседима плодне земље и густих  шума, манастир је био један од најбогатијих. На опслуживању је било ангажовано двадесетак српских фамилија, које су гајили пар стотина оваца, неколико десетина грла крупне и ситне стоке. У порти манастира било је неколико бунара, амбара, воденица,  фуруна и све остало што је било потребно једном богатом домаћинству. До краја Другог светског рата, у манастиру је било калуђера. Светиња је била жива. После рата они су били протерани и живот у манастиру је замро, Слободан Јовановић из Старог Нагоричана.
Године 1900. замонашио се у манастиру, угледни становник Куманова Филип Димковић. Судбина је претходно хтела да се његова породица угаси; умрла му је жена (трећа по реду) а затим и једино дете, па је остао сам у кући. У великој жалости окренуо се сасвим Богу и српској цркви. Сву своју имовину вредну 4.000 динара завештао је Завојском манастиру. У манастиру где се по монашењу настанио, примио је управу над манастирским имањем је био за то и те како способан, видело се кад је био пре економ. Манастирски храм посвећен Благовештењу је почетком 20. века опет обновљен; стари је био много раније срушен. Црква зидана од камена, покривена плочом, малих димензија.
На почетку Првог светског рата, бугарски окупатор је опљачкао и демолирао манастир. Године 1924. у манастиру су живели руски калуђери избеглице, којима је он дат на управу. Небрига и запуштеност довели су током 20. века, до тога да на зубу времена буду потпуно урушени конаци, стаје, помоћни привредни објекти.

## Наше време
Црква „Успење Пресвете Богородице“, ипак, кроз векове одолева времену, чувајући макар део вредности и лепоте остављене од неимара. Но, пре неколико година вандали су из цркве украли четири иконе старе више од сто педесет година. Икона Мајке Богородице, буквално је изваљена из олтара светиње. Аутор украдених икона је био познати живописац Дичо Зограф. Стручњаци веле да је вредност украдених реликвија просто - непроцењива. Старији житељи из ових крајева на северу Северне Македоније кажу да је то прва крађа икона, али да је сама „судбина цркве врло тужна“.
Све већа посећеност манастира Забел на празник Велике Госпојине, улива наду да ће овај православни храм ускоро бити обновљен и да ће бити враћен духовни живот у њему. Општина Старо Нагоричане, манастир Забел је поставила на своју туристичку карту, као занимљиву мало знану дестинацију. Асфалтирање пута који се гради од Старог Нагоричана према селу Никуљане свакако да ће побољшати комуникацију и приступ до манастира, чиме ће се додатно побољшати услови за заживљавање овог заборављеног духовног светилишта.